# Le Cimetière du Diable
Le Cimetière du Diable (titre original : The Devil's Graveyard) est un roman policier fantastique, paru de manière anonyme en août 2010. Le roman, édité en France par Sonatine en juin 2011, a été traduit par Diniz Galhos. Il s'agit du troisième volume de la série Bourbon Kid.

## Résumé
L'histoire commence dix ans avant les évènements décrits dans Le Livre sans nom. Le Bourbon Kid se rend à un concours de sosies chanteurs au nom plus qu'évocateur « Back from the Dead », qui se tient le soir d'Halloween au Pasadena, un hôtel luxueux du Cimetière du Diable, perdu dans un désert. On retrouve de nombreux personnages du Livre sans nom tels que le tueur à gages Elvis, le barman Sanchez,... Les personnages devront découvrir peu à peu le danger qui plane sur l’Hôtel Pasadena.

## Éditions
- The Devil's Graveyard, Michael O'Mara Books Ltd, 5 août 2010, 384 p.  (ISBN 978-1-84317-472-1)
- Le Cimetière du Diable, Sonatine, 9 juin 2011, trad. Diniz Galhos, 452 p.  (ISBN 978-2-35584-067-8)
- Le Cimetière du Diable, Le Livre de poche, coll. « Thriller » no 32607, 2 mai 2012, trad. Diniz Galhos, 498 p.  (ISBN 978-2-253-16144-8)